# Magliano in Toscana
Magliano in Toscana ist eine italienische Gemeinde mit 3272 Einwohnern (Stand 31. Dezember 2023) in der Provinz Grosseto der Region Toskana.

## Geografie

Lage von Magliano in Toscana in der Provinz Grosseto

Die Gemeinde erstreckt sich über rund 250 km². Sie liegt etwa 28 km südöstlich der Provinzhauptstadt Grosseto und 130 km südlich der Regionalhauptstadt Florenz im Weinbaugebiet des Morellino di Scansano. Der Ort liegt am Fluss Albegna und in der klimatischen Einordnung italienischer Gemeinden in der Zone D, 1 699 GG.
Zu den Ortsteilen (frazioni) zählen Montiano (260 Höhenmeter, ca. 470 Einwohner) und Pereta (283 m, ca. 180 Einwohner). Der Hauptort selbst hat ca. 800 Einwohner.
Die Nachbargemeinden sind Grosseto, Manciano, Orbetello und Scansano.

## Geschichte
Entstanden im Mittelalter stand der Ort unter der Kontrolle der Aldobrandeschi und ab 1274 unterstand der Ort dem Grafen von Santa Fiora. Im 14. Jahrhundert erlangte die Republik Siena die Herrschaft über den Ort und gab ihn als Lehen an Spinello di Spinello Tolomei. Nach der Niederlage der Seneser Republik 1555 gegen die Republik Florenz fiel der Ort dem Herzogtum Toskana zu. 1882 wurde bei Ausgrabungen im Gemeindegebiet die Bleiplatte von Magliano gefunden.

## Sehenswürdigkeiten

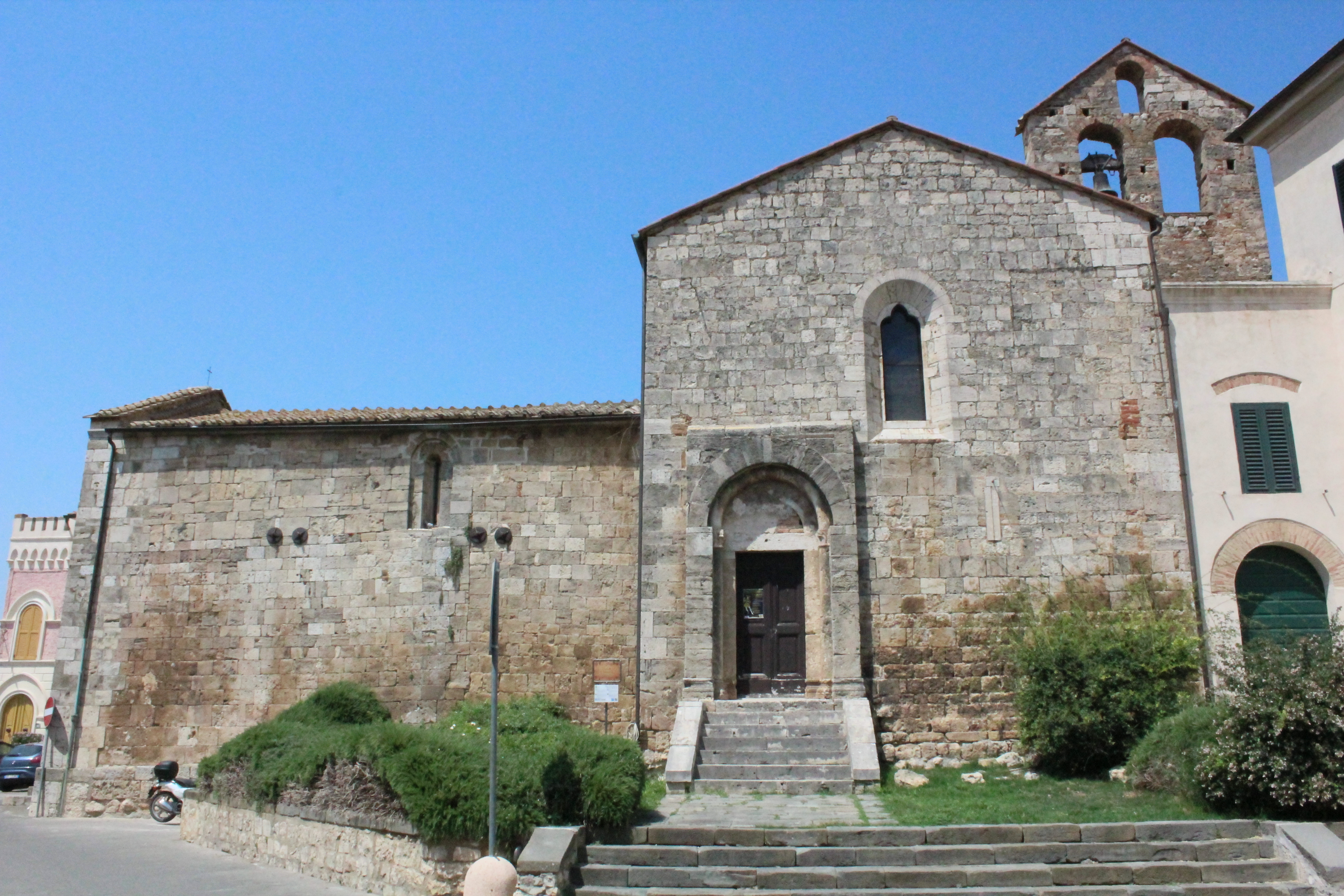
Pieve di San Martino

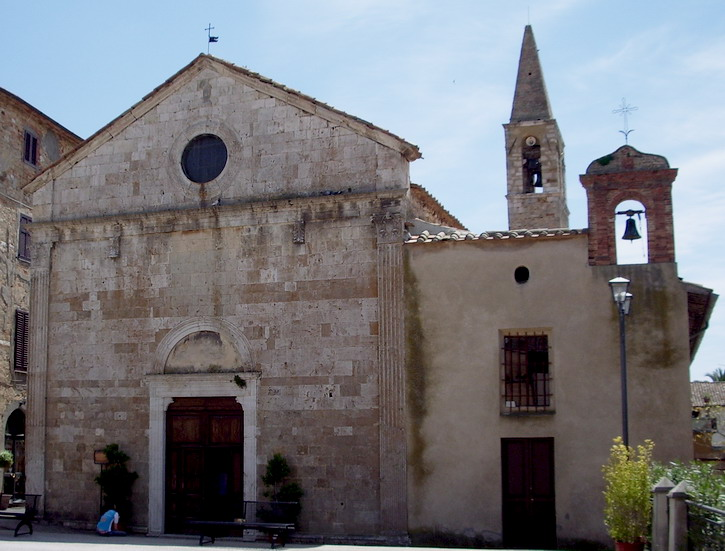
Chiesa di San Giovanni Battista

- Palazzo del Podestà, auch Palazzo dei Priori, 1425 entstandenes Rathaus.[6]
- Palazzo di Checco il Bello, Gebäude aus dem 14. Jahrhundert und ehemaliger Sitz der Familie Monaldeschi aus Orvieto.[5]
- Pieve di San Martino, Pieve im Ortskern, die erstmals im 13. Jahrhundert erwähnt wurde. Gilt als die älteste Kirche des Ortes und enthält Fresken aus dem 15. und 16. Jahrhundert.[7]
- Chiesa di San Giovanni Battista, Kirche im Ortskern, die erstmals 1273 dokumentiert wurde. Die Fassade stammt aus dem Jahr 1471. Enthält eine Vielzahl von Gemälden aus dem 15. und 16. Jahrhundert. 1744 wurde die Kirche restauriert.[7]
- Chiesa della Santissima Annunziata, auch Madonna delle Grazie genannt, Kirche kurz außerhalb des Ortskerns, die früher der Madonna del Latte[6] gewidmet war. Wurde im 14. Jahrhundert erweitert. Die Kirche gehörte zunächst zu den Serviten, dann zu dem Augustinerorden und den Kamaldulensern. Im Jahr 1800 wurde die verlassene Kirche auf Initiative von Felice Vivarelli restauriert. Der Hauptaltar enthält das Tafelgemälde Madonna che allatta il Bambino, ein Spätwerk von Neroccio di Bartholomeo di Benedetto de’ Landi.[7]
- Monastero di San Bruzio, Klosterruine im Umland kurz südlich der Stadtmauern. War früher dem San Tiburcio gewidmet und wurde zwischen dem und 11. und 12. Jahrhundert von den Kamaldulensern errichtet.[7]
- Chiesa di San Giovanni Battista, Kirche im Ortsteil Montiano, enthält ein Fresko aus dem 15. Jahrhundert (Visitazione).[7]
- Chiesa di San Giovanni Battista, Kirche im Ortsteil Pereta, enthält die Werke Madonna col Bambino e Santi von Alessandro Casolani oder Vincenzo Rustici und Madonna col Bambino che porge il Rosario a San Domenico e a Santa Caterina da Siena von Astolfo Petrazzi.[7]
- Pieve di Santa Maria, Pieve im Ortsteil Pereta aus dem 15. Jahrhundert.[7]
- Küstenwehrtürme im Parco Regionale della Maremma (Monti dell’Uccellina):
  - Torre Bassa, auch Torre Nuova genannt, wurde bereits im 12. Jahrhundert im Besitz der Aldobrandeschi dokumentiert.[8]
  - Torre della Bella Marsilia[8]
  - Torre di Cala di Forno, entstand 1561 auf Willen Cosimo I. de’ Medici über einer älteren Wehrstruktur.[8]